# マルゴ不動産 (大阪市中央区平野町)
マルゴ不動産株式会社（まるごふどうさん）は、田辺製薬系企業の不動産管理をする企業であった。マルゴの愛称は、「田邊五兵衛商店」の○の中に五の字が入ったマークを社章としていたので通称「マルゴ印」とよばれていたことからである。田辺製薬の商品取扱いの薬局・薬店は、「マルゴ会」とよばれていた。現在の○の中に小さい○を5つ入れたマークを社章としている。

## 概要
- 本社：大阪府大阪市中央区平野町3-2
- 資本金:1億円
- 代表取締役社長：蓧原政幸
- 代表取締役常務：川村斉
- 従業員 6名

## 大株主
- 田辺製薬100,000株

## 沿革
- 1964年（昭和39年）2月 - 会社設立。

## 主な取引メーカー
- 田辺製薬系の企業

## 営業状況
- 不動産賃貸23％
- ビル管理24％
- 住宅周旋41％
- 設計工事12％